# Camané

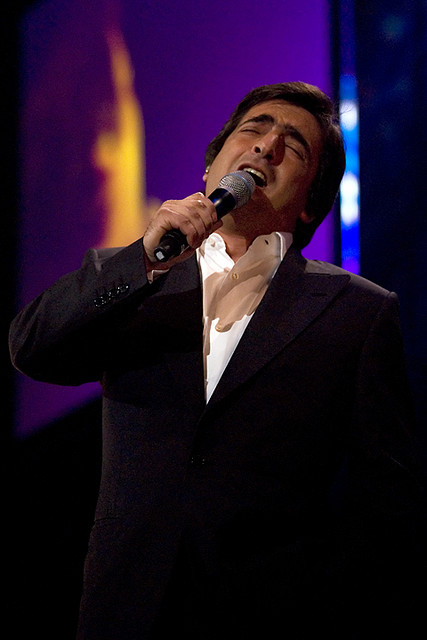

Camané (geboren Carlos Manuel Moutinho Paiva dos Santos Duarte, 20 december 1966 in Oeiras ) is een Portugees fadozanger.

## Biografie
Camané hield als kind al van fado. Zijn ouders hadden fadoplaten van zangers als Amália Rodrigues, Carlos do Carmo en Alfredo Marceneiro, naast muziek van Frank Sinatra, The Beatles en Charles Aznavour. De vader van Camané was (amateur)fadozanger, net als zijn overgrootvader José Júlio Paiva. Camané leerde veel over het zingen van fado van zijn vader. Na Camané werden zijn jongere broers Hélder Moutinho en Pedro Moutinho ook fadozangers.
Camané begon als tiener fado te zingen en won in 1979 de Grande Noite de Fado competitie. Hij trad op in diverse fadohuizen in Lissabon en werkte mee aan theatervoorstellingen, films en projecten van andere muzikanten. Hij was bijvoorbeeld lid van de pop/rockgroep Humanos en werkte samen met de rockband Xutos & Pontapés, singer-songwriter Sérgio Godinho en jazzmuzikant Pedro Abrunhosa.
In 1995 bracht Camané zijn eerste solo-album uit, net als de albums daarna geproduceerd door de Portugese muziekproducent, songwriter en componist José Mária Branco. Camané verkocht meer dan zes miljoen albums. Zijn album Sempre de Mim stond drie weken op 1 in de Portugese albumhitlijst. In 2010 gaf hij een optreden op het North Sea Jazz Festival.
Camané wordt gezien als een van de beste en meest toonaangevende fadozangers van zijn generatie. De Standaard schreef dat Camané "een warme, omfloerste voordracht heeft, waarmee hij zijn smachtende poëzie ingrijpend gestalte geeft" en "diep in de ziel grijpt". De Standaard noemde Camané's plaat Pelo dia dentro "uitzonderlijk goed" en schreef dat Camané zich op deze plaat "ontpopte tot de brugfiguur tussen de oude fadomuziek en de nieuwlichters."

## Prijzen en nominaties
- 1979: winnaar Grande Noite do Fado competitie[1]
- 2005: Amália Award, Beste mannelijke fadovertolker[12]
- 2011: Amália Award, Beste album[12]
- 2017: Tenco Award[6][13]
- 2020: Nominatie voor Latin Grammy Award, Beste Portugeestalige rootsmuziek album[14]

## Discografie
- Uma Noite de Fados (1995)
- Na Linha da Vida (1998)
- Esta Coisa da Alma (2000)
- Pelo Dia Dentro (2001)
- Como sempre... Como dantes (live) (2003)
- DVD – Ao vivo no São Luíz (2006)
- Sempre de Mim  (2008)
- Do Amor e dos Dias (2010)
- Infinito Presente (2015)
- Canta Marceneiro (2017)
- Camané & Mário Laginha - Aqui Está-Se Sossegado (2019)
- Horas Vazias (2021)
- Homenagem a José Mário Branco - Ao Vivo No CCB (2024)